# Веласкес, Мануэль
Мануэль Веласкес Вильяверде (исп. Manuel Velázquez Villaverde; 24 января 1943, Мадрид — 15 января 2016, Фуэнхирола, Андалусия) — испанский футболист, полузащитник. Выступал за сборную Испании.

## Футбольная карьера
Начал игровую карьеру в резервной команде «Реал» (Мадрид), в 1962 году был отдан в аренду «Райо Вальекано». Играл за этот клуб в течение сезона. Позже перешёл в «Депортиво Малага», где играл два года. В 1965 году состоялся его дебют за основную команду «Реала». В 1977 году покинул «Реал», отправившись в Канаду выступать за «Торонто Близзард».

## Достижения
«Реал Мадрид»
- Чемпион Испании (6): 1966/67, 1967/68, 1968/69, 1971/72, 1974/75, 1975/76
- Обладатель Кубка европейских чемпионов: 1965/66
- Обладатель кубка Испании (3): 1969/70, 1973/74, 1974/75.